# Tratado sobre a Amizade
O Tratado sobre a Amizade foi um livro escrito pelo padre jesuíta Matteo Ricci na cidade de Nanchang, na China, no ano de 1595, tendo sido a primeira obra escrita por um ocidental em chinês.

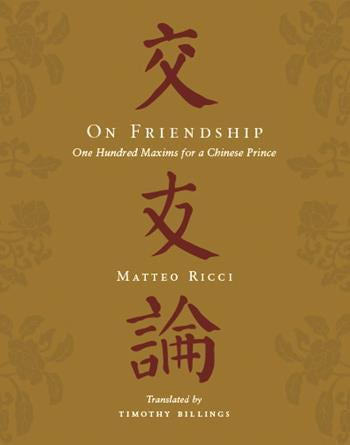
Edição em inglês do Tratado sobre a Amizade, com o nome On Friendship (Na Amizade), de 2009.

O Tratado serviu para sedimentar uma concepção positiva para os jesuítas, qualificando-os como eruditos dignos de atenção - e superando o preconceito associado a inerente natureza estrangeira. Também solidificou o modelo missionário na China, pautado pelo uso da escrita como principal meio para a difusão do cristianismo no Império chinês.

## Contexto
O século XVI foi importante para os europeus, pois à medida em que se intensificavam as relações comerciais com o Império do Meio, crescia também o interesse da Igreja pelas atividades missionárias naquela região. Contudo, a China imperial estava longe de ser um terreno fértil para a atividade missionária.
Diferentemente dos franciscanos e dominicanos, os jesuítas dedicaram-se ao método acomodativo, que baseava-se no aprendizado do idioma, bem como a total familiarização com os códigos de conduta da sociedade chinesa.
Assim, a partir da década de 1590, os jesuítas conquistaram seu espaço na China. Nesta época, os missionários conseguiram estabelecer as primeiras casas de missão, saindo da esfera de Macau - principal sede no Oriente - e entrando no interior do Império chinês, no qual Ricci tivera um papel fundamental devido a suas habilidades e relações para com os funcionários da corte.
Durante este período, os inacianos optaram por abandonar o estilo e as vestes dos monges budistas, pois os eruditos chineses desprezavam-nos. Passaram a adotar vestimentas, hábitos e costumes dos confucianos, que representava, majoritariamente, a elite intelectual e administrativa do Império chinês. O método utilizado pelos jesuítas permitiu “um olhar positivo sobre o Outro, reconhecendo as diferenças, buscando as semelhanças, mas mantendo-se essencialmente europeus”.

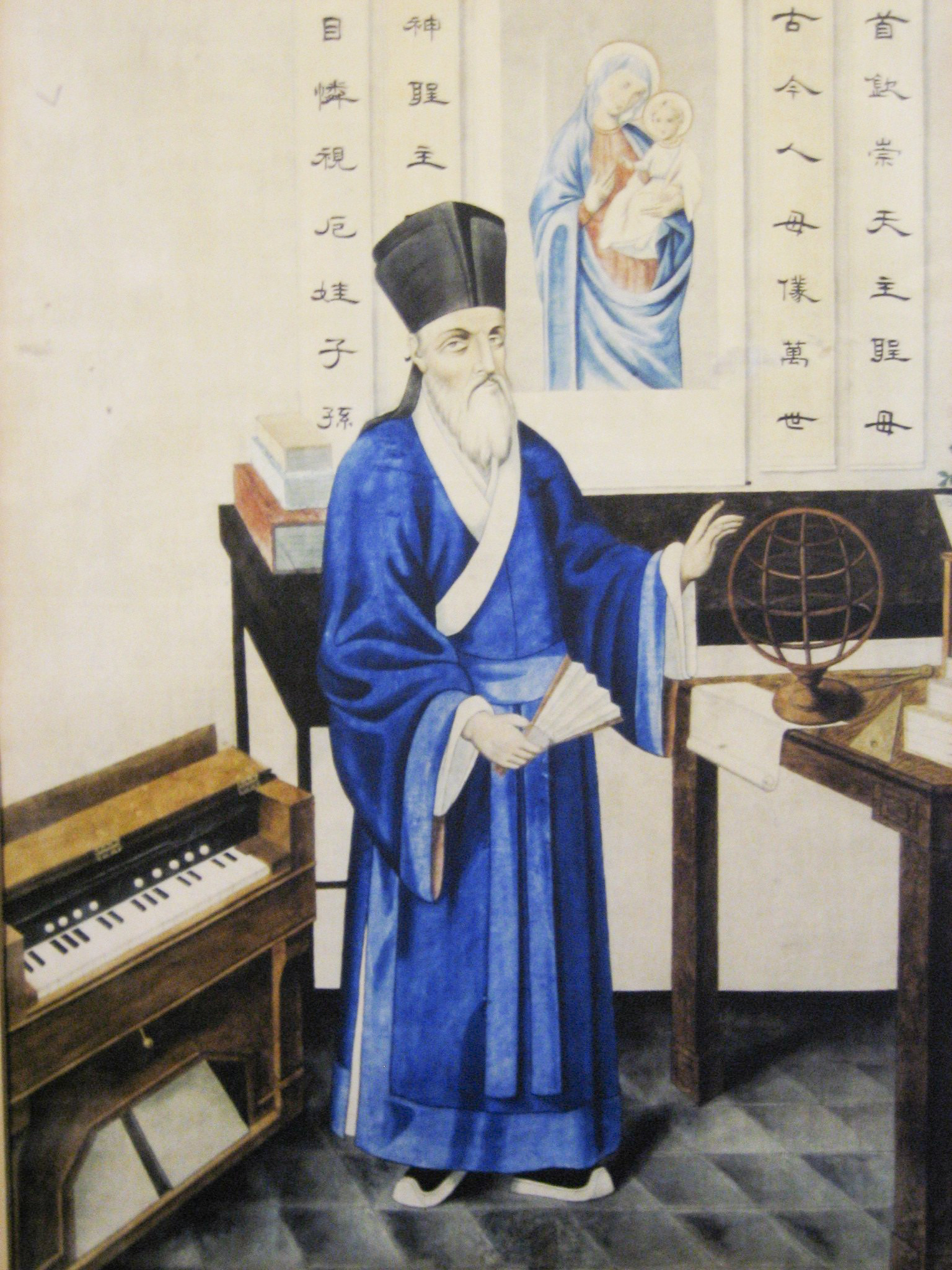
Matteo Ricci com as vestes de um letrado chinês confuciano.

Matteo Ricci, além de emular o costume e a aparência dos eruditos chineses, começou a participar ativamente das reuniões dos confucionistas. Em uma dessas reuniões, o jesuíta, em Nanchang, conseguiu relacionar-se com membros da família imperial, entre eles o príncipe de Jian’an, Zhu Duojie.
De acordo com Ricci, o príncipe o havia questionado sobre as características da amizade na Europa. O questionamento do príncipe Zhu Duojie não foi à toa. O historiador Martin Huang definiu a China do período Ming tardio como a “era de ouro da amizade”. Por conseguinte, os eruditos chineses tinham debates e teorias sofisticadas sobre o tema. Ricci, com sua participação nas reuniões, pôde perceber a ênfase pela temática e apropriou-se desta para melhor se integrar na sociedade chinesa.
Já familiarizado com a doutrina confuciana e com a escrita em mandarim, este questionamento levou o inaciano a escrever o Tratado sobre a Amizade, simultaneamente nas línguas chinesa e italiana, em 1595.
Na Introdução da obra, Ricci escreve que:
[O príncipe de Jian’an] me recebeu de boa vontade, me autorizando a saudá-lo longamente com as mãos juntas. [...] O príncipe, em seguida, se aproximou e disse: “Cada vez que um cavalheiro virtuoso se digna a passar por minhas terras eu não deixo de convidá-lo e de lhe dar testemunho de minha amizade e de meu respeito. As nações do Extremo Oriente são países de grande moral. Eu ficaria feliz de ouvir algumas considerações sobre a amizade, o que o senhor acha?” Deixando-o, eu comecei a redigir o que eu sabia deste assunto desde a minha infância. Eu escrevi o opúsculo que apresento aqui com grande humildade.

## Objetivo da obra
O principal objetivo de Matteo Ricci ao escrever o Tratado sobre a Amizade era enfatizar a consonância entre as culturas europeia e oriental.
O Tratado tinha o objetivo de elaborar o conceito de Amizade e refletia o esforço do jesuíta para que os leitores chineses pudessem conhecer melhor a sabedoria dos filósofos antigos do Ocidente, através de passagens e aforismos simples traduzidos ou parafraseados dos clássicos europeus.
A Amizade, para Ricci, é um sentimento precioso para o indivíduo e para a sociedade. Na obra, o jesuíta apresenta a Amizade como um sentimento benéfico e virtuoso que, fundada na igualdade, seria dotada de propriedades enriquecedoras, tanto em termos espirituais quanto em materiais.

## Influências
A principal base para escrever o Tratado foi a compilação Sententiae & Exempla, de André de Resende, servindo para ordenar a sequência de máximas da obra. Além do dominicano português, destaca-se os Adágios de Erasmo de Rotterdão, no qual a primeira máxima teve influência direta nas máximas 29 e 95  da obra do jesuíta, como pode-se ver a seguir:
Primeira máxima dos Adágios de Erasmo:
Os amigos devem partilhar seus bens.
29
Os bens dos amigos devem ser de posse em comum.
95

Em tempos antigos existiam dois homens que andavam juntos, um extremamente pobre e outro extremamente rico. Alguém comentou: “Aqueles dois homens se tornaram amigos muito próximos”. Ao ouvir isso, um sábio retorquiu: “Se isto fosse verdade, por que um deles é rico e o outro é pobre?
No Tratado de Ricci, pode-se
identificar entre os autores gregos citados Plutarco, seguido de Aristóteles e Diógenes Laércio; entre os latinos, Cícero, vindo depois Sêneca e outros mais; dos cristãos, são principalmente Santo Agostinho e Santo Ambrósio. Pode dizer-se que é toda a sabedoria clássica ocidental que transparece nesta obra. Também o eco da literatura bíblica ressoa ao longo do livro.
Sendo um dos objetivos do jesuíta enfatizar as semelhanças entre os pensamentos europeu e oriental, Ricci considerava ser o confucionismo uma filosofia baseada no direito natural, contendo a ideia do Deus cristão.
De acordo com o diretor do Centro de Estudos Chineses da Companhia de Jesus em Pequim, Roberto Mesquita Ribeiro, a estratégia de Ricci funda-se em uma teologia da Criação que reconhece a possibilidade de manifestação do Dom de Deus em todas as manifestações culturais da humanidade.
O inaciano chega a conclusão de que os chineses podem se converter ao cristianismo sem abandonar a cultura e a tradição confuciana. De acordo com o próprio Ricci, o cristianismo não destrói nem abole o confucionismo, mas reforça e aperfeiçoa-o.
Apesar disso, tanto Confúcio quanto Ricci davam especial enfoque na igualdade de virtude como fundamento da Amizade. Querendo alinhar o pensamento europeu com o pensamento dos letrados chineses, o jesuíta comparou Confúcio como um outro Sêneca e os confucionistas como “uma seita epicurista, não no nome, mas nas suas leis e pareceres”.

## Estrutura da obra

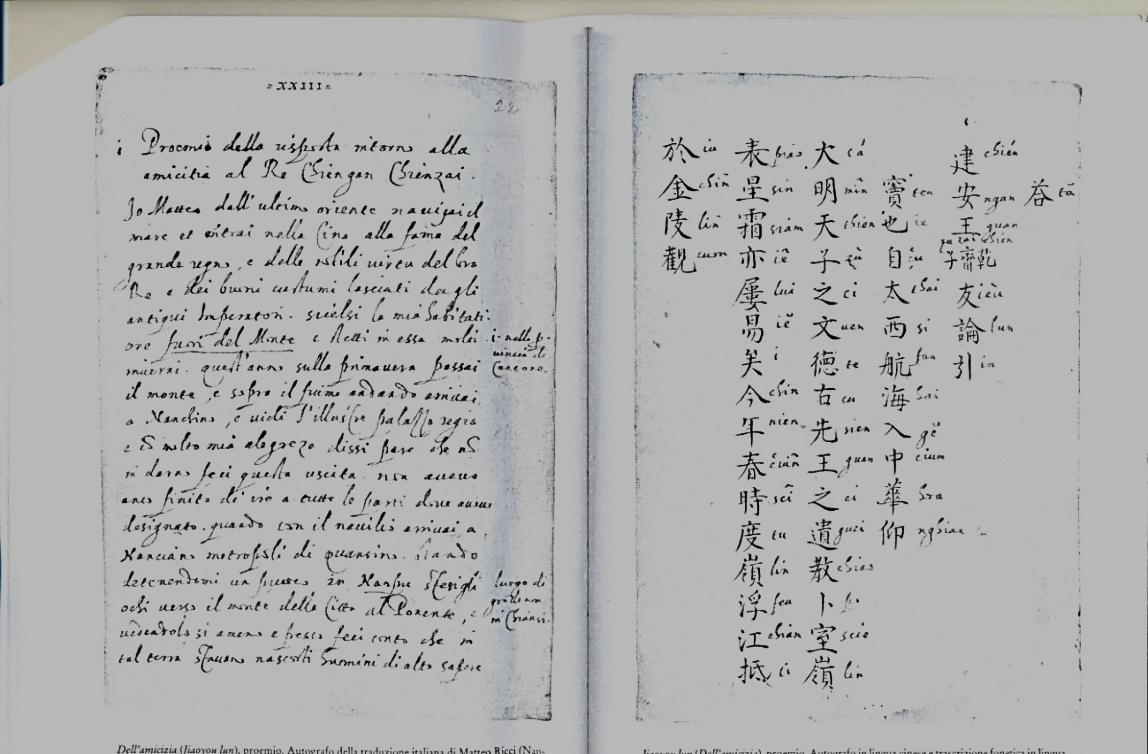
Cópia de um trecho do Tratado sobre a Amizade, na qual observa-se a transcrição nas línguas italiana (à esquerda) e mandarim (à direita).

O Tratado sobre a Amizade tinha formato e estilo similares aos livros de tradição confucionista e, por tratar-se de uma obra de fundo meditativo e não argumentativo, seguiu uma estrutura similar ao Enchiridion de Erasmo, aos Analectos de Confúcio e aos Exercícios Espirituais de Inácio de Loyola.
O Tratado estrutura-se em 100 máximas que podem ser analisadas quantitativamente, classificando-as em:
- Máximas abordando Amizade e Igualdade: 10
- Máximas abordando Relações Familiares: 03
- Máximas envolvendo explicitamente referências religiosas: 02
- Máximas que explicam como a Amizade é concebida e tratada em seu tempo: 52
- Máximas que tratam da relação entre Amizade e Virtude: 15
- Máximas que tratam da relação entre Amizade e Materialidade: 18

As máximas não apresentam nenhum ordenamento objetivo, podendo ser lidas em qualquer sequência, pois carregam em si um ensinamento autoexplicativo.

## Crítica ao Confucionismo
O confucionismo prega o conceito do wu lun, no qual representa as cinco relações cardeais e hierárquicas na cultura chinesa: as relações entre súdito e soberano, pais e filhos, irmão mais velho e irmão mais novo, marido e mulher, e entre amigos.
As máximas 36 e 50, ao contrário da perspectiva do wu lun, exaltam as relações de amizade em detrimento das relações familiares. Não se sabe se a abordagem crítica de Ricci foi uma ação deliberada, mas as máximas serviram para que filósofos chineses da época discutirem o sistema organizacional da sociedade.
As sentenças podem ser vistas a seguir:
36
Amigos são mais próximos que irmãos porque os amigos chamam uns aos outros de “irmãos”, enquanto que os melhores irmãos tornam-se amigos.
50

Amigos superam os membros familiares em apenas um ponto: é possível para os membros familiares não amarem uns aos outros, mas não é possível entre amigos. Se um membro familiar não ama o outro, a relação de parentesco ainda permanece. Contudo, ao menos que exista amor entre amigos, o princípio essencial de amizade existe?   

## Omissão de Deus e de Jesus Cristo
O método acomodativo adotado pelos jesuítas recebeu muitas críticas, principalmente por parte dos franciscanos. A polêmica sobre o método de evangelização foi tão intensa que ficou conhecida como Querela dos Ritos.

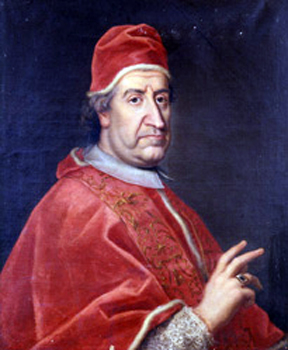
Retrato do Papa Clemente XI. No dia 19 de Março de 1715, o Papa emitiu a bula papal Ex illa die, condenando os ritos chineses. Zangado pela decisão papal, o imperador chinês Kangxi emitiu um decreto imperial em 1717 determinando a proibição da prática do cristianismo na China e a expulsão de todos os missionários.

Uma acusação frequente, tanto de franciscanos quanto de dominicanos, ao método dos jesuítas era a de que estes não enfatizavam firmemente a imagem de Jesus Cristo crucificado. Os padres da Companhia de Jesus situados no Império chinês perceberam que a cultura chinesa buscava equilíbrio e beleza nas representações, sem nenhuma evocação de sofrimentos físicos, por isso escolheram não enfatizar a imagem dolorosa de Cristo.
Outro ponto importante para a omissão de Jesus Cristo foi que os inacianos perceberam a força da hierarquia social e do respeito entre as classes. Desse modo, a história de Jesus tornou-se problemática no contexto chinês, pois Cristo era um marginal que desafiava os valores do Império Romano e que acabou sendo torturado e morto. A imagem de Jesus poderia ser vista como uma figura subversiva aos olhos dos chineses e como um ser inferior por ter-se sujeitado à tortura física, reservada apenas às classes mais baixas da sociedade do Império do Meio.
O Tratado de Ricci também passou por algumas críticas em relação a frequência do teor religioso e a questão da terminologia de Deus.
Apenas as máximas 16 e 56 referenciam diretamente Deus. Nestas sentenças, Ricci coloca a Amizade como uma bênção divina, criada para que os homens se ajudassem.
16
Cada pessoa não pode completar absolutamente sozinha uma tarefa. Por esta razão o Senhor do Céu (Tianzhu) ordenou que existisse a Amizade, para que possamos ajudar uns aos outros. Se esta doutrina fosse erradicada do mundo, a humanidade certamente iria desintegrar-se em ruína.
56

O Senhor do Céu (Tianzhu) deu às pessoas dois olhos, duas orelhas, duas bocas e dois pés para que dois amigos pudessem ajudar um ao outro. Apenas desta forma os feitos podem ser completados com sucesso. 
Ao utilizar o termo Senhor do Céu, Ricci buscava defender que a divindade ancestral dos chineses e o deus hebraico eram essencialmente o mesmo. Contudo, a principal preocupação entre os outros missionários era de que a terminologia Senhor do Céu poderia causar ambiguidade entre os eruditos chineses sobre a verdadeira natureza de Deus.

## Impacto na China imperial
O Tratado possibilitou a criação de uma imagem positiva a respeito dos jesuítas para os eruditos chineses. Em uma carta enviada para os jesuítas da Europa, em 1599, Matteo Ricci, relata o impacto positivo:
Este Tratado tem ganhado mais crédito para mim e para nossa Europa do que qualquer coisa que nós tenhamos feito, porque as outras nos dão crédito pelas coisas mecânicas e artificiais de nossas mãos e instrumentos; mas [o Tratado] nos dá crédito pela nossa literatura, astúcia e virtude.
A obra fora bem aceita pelos letrados chineses, sendo incluída em coletâneas imperiais, reeditada, interpretada e apropriada de diversas maneiras, mesmo após a morte de Ricci.
Li Zhi e Xu Bo, filósofos da época conhecidos por questionarem a ordem vigente, utilizaram o escrito do jesuíta para discutirem a respeito de como a ideia da partilha de bens materiais entre amigos era um ideal frequentemente não realizado pela sociedade chinesa.
Na organização de uma coletânea filosófica de 1782, o editor Zhu Xi comenta sobre a obra de Ricci de maneira negativa, afirmando que a condição igualitária da Amizade proposta no Tratado, contraria as tradições ancestrais. O editor escreve:
Ele [Ricci] diz: “Se duas pessoas se tornam amigas, uma não deve ser rica e a outra pobre”. Isto demonstra que ele entende “o direito de partilhar riqueza”, mas não entende os ritos ancestrais: somente aqueles que estão de luto dividem sua riqueza; isto não se aplica a todos os amigos. Dividir sua riqueza assim que se tornam amigos um do outro faria o rico amar sem distinções, e os pobres se unirem por lucro. Como isto poderia ser o ensinamento da Doutrina do Meio?